# Acebal (España)
Acebal (en asturiano y oficialmente, L'Acebal) es una casería de la parroquia asturiana de San Julián, en el concejo de Bimenes (España).

## Demografía
Evolución de la población
| Gráfica de evolución demográfica de Acebal entre 2000 y 2016       |
|                                                                    |
| Población de derecho (2000-2016) según el padrón municipal del INE |